# Irena Sułkowska-Kurasiowa

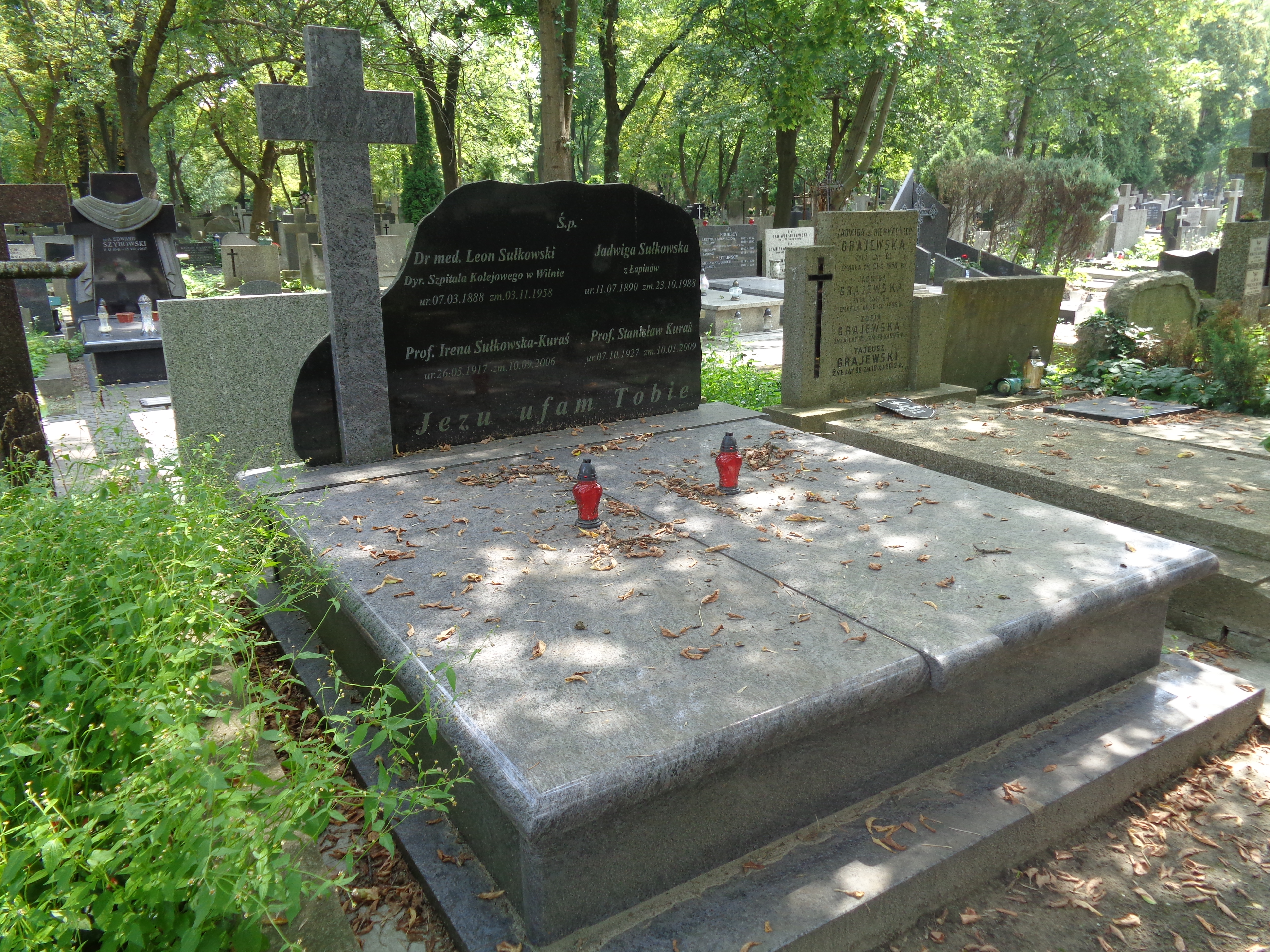
Grób rodzinny Ireny Sułkowskiej-Kurasiowej i profesora Stanisława Kurasia na cmentarzu Powązkowskim

Irena Sułkowska-Kurasiowa (ur. 13 maja 1917 w Moskwie, zm. 10 września 2006 w Warszawie) – polska historyk, archiwistka, wydawca źródeł, żona Stanisława Marii Kurasia.

## Życiorys
Urodzona w Moskwie w 1917 r., dzieciństwo spędziła i dorastała w Wilnie. Tam na Uniwersytecie Stefana Batorego rozpoczęła studia historyczne, które skończyła dopiero po wojnie na Uniwersytecie Warszawskim.
Swoją pracą zawodową związała się od 1 stycznia 1949 r. aż do końca 1970 r. z Archiwum Głównym Akt Dawnych (AGAD), począwszy od stanowiska asystentki w dziale akt staropolskich, poprzez kierownika pracowni mikrofilmowej, po kierownika Oddziału I – akt urzędów i instytucji centralnych okresu staropolskiego. Ostatnie cztery lata z tego okresu prof. Sułkowska-Kurasiowa była oddelegowana na części etatu do pracy w dziale metodycznym Naczelnej Dyrekcji Archiwów Państwowych. Od 1971 r. została pracownikiem Pracowni Edytorstwa Instytutu Historii PAN w Warszawie. Tu też była zatrudniona do 1987 r., kiedy to przeszła na emeryturę.
Długi okres pracy zawodowej spędzony w AGAD Irena Sułkowska-Kurasiowa w znacznej mierze poświęciła na badania nad kancelarią królewską, pracując nad przygotowaniem przewodnika po zasobie staropolskim. W następnych latach powstawały różne inne prace i publikacje działu I, przede wszystkim kontynuacja sumaryzacji ksiąg Metryki Koronnej, księgi podkanclerskie z okresu panowania Zygmunta Augusta: Matricularum Regni Poloniae summaria, excussis codicibus, qui in Chartophylacio Maximo Varsoviensi asservantur. P. 5, Sigismundi Augusti regis tempora complectens, 1548–1572. Vol. 2, Acta vicecancellariorum, 1548–1572; do tej publikacji Irena Sułkowska napisała wstęp.
Przeprowadziła pełną, szczegółową inwentaryzację ksiąg wpisów Metryki Koronnej i tzw. Metryki Litewskiej (ponad 600 ksiąg przechowywanych w AGAD) oraz przygotowała opisy poszczególnych serii. Wyodrębniła księgi wpisów (libri inscriptionum) (361) 1447–1794, księgi poselstw (libri legationum) (41) 1501–1761, księgi pieczętne (sigillata) (44) 1658–1794, księgi spraw ruskich (Metryka Ruska/Wołyńska) (29) 1569–1673, księgi wpisów kancelarii mazowieckiej (Metryka Mazowiecka) (21) 1414–1526. Dokonała uporządkowania chronologii wpisów, rozpoznania zawartości ksiąg. Artykuły poświęcone poszczególnym seriom Metryki opublikowane zostały w „Archeionie” jako materiał do dyskusji. Te prace znalazły swoje uwieńczenie już po jej odejściu z AGAD jako Inwentarz Metryki Koronnej Księgi wpisów i dekretów polskiej kancelarii królewskiej z lat 1447–1795 opracowanego wraz z Marią Woźniakową.
W latach 1961–1964 przygotowała rozprawę doktorską poświęconą kancelarii królewskiej w latach 1447–1506, której promotorem był prof. dr Aleksander Gieysztor. Stopień doktora nauk humanistycznych został jej nadany dnia 2 marca 1965 r., a rozprawa doktorska została opublikowana w 1967 przez IH PAN.
Przedmiotem jej badań stała się kancelaria wystawiająca dokumenty i zajmująca się królewską korespondencją oraz ludzie w niej zatrudnieni. Zakres chronologiczny pracy obejmuje lata 1447–1506, czyli pierwsze zachowane księgi Metryki Koronnej, począwszy od 26 lipca 1447 r., czyli zaraz po wstąpieniu na tron Kazimierza Jagiellończyka do konstytucji sejmowej 1504 r., ustalającej zasady funkcjonowania kancelarii XVI w. na podstawie wcześniejszej praktyki.
Badaczka podzieliła temat na trzy zagadnienia: system organizacyjny kancelarii i jej personel, dokumenty i listy królewskie, wreszcie księgi kancelaryjne. Obok analizy organizacyjnej kancelarii, autorka pracy wiele miejsca poświęciła omówieniu poszczególnych grup urzędników: kanclerza i podkanclerzego, sekretarzy, pisarzy oraz niższego personelu, a następnie scharakteryzowaniu ich funkcji.
W rozdziale poświęconym dokumentom i korespondencji kancelarii królewskiej znalazło się miejsce na szczegółową analizę i przekształcenia formuł stosowanych w tych dokumentach.
Rozważania w rozdziale dotyczącym ksiąg kancelaryjnych zwracają uwagę na chronologię, zawartość merytoryczną tych ksiąg, wyodrębnienie wśród nich poszczególnych serii ze względu na zawartość oraz związek wpisów do ksiąg kancelaryjnych z zachowanymi dokumentami powstałymi w królewskiej kancelarii.
Niemal połowę zawartości książki stanowi Dodatek, zawierający niezwykle przydatne dla badaczy załączniki, np. życiorysy poszczególnych postaci związanych z królewską kancelarią, omówione według określonego schematu gromadzącego dane na temat każdej osoby z personelu kancelarii: imię i nazwisko, teren, z którego pochodzi, pochodzenie społeczne, rodzina, wykształcenie, stan i przebieg kariery pozakancelaryjnej, kariera w kancelarii królewskiej, bibliografia.
Zgromadzenie tak wielkiej ilości materiału, mimo że wiele biografii wciąż może doczekać się pewnego uzupełnienia, wymagało od badaczki przeprowadzenia szerokiej kwerendy źródłowej oraz wyczerpującego wykorzystania dostępnych wówczas opracowań.
Już po przejściu do pracy w IH PAN ukazały się drukiem dwie ważne prace dotyczące Metryki Koronnej: Inwentarz Metryki Koronnej Księgi wpisów i dekretów polskiej kancelarii królewskiej z lat 1447–1795 oraz rozprawa o kancelarii Andegawenów i pierwszych Jagiellonów: Dokumenty królewskie i ich funkcja w państwie polskim za Andegawenów i pierwszych Jagiellonów: 1370–1444 (1977).
Badaczka najpierw zajęła się tematem kancelarii Jagiellonów II połowy XV w., następnie przeszła do okresu chronologicznie wcześniejszego.
Przedmiotem jej badań stała się dyplomatyka okresu panowania Andegawenów, czyli Ludwika Węgierskiego oraz regentki – jego matki królowej węgierskiej Elżbiety Łokietkówny w Polsce, następnie Jadwigi i Jagiełły oraz Władysława Warneńczyka. Były to bardzo różne panowania, charakteryzujące się wpływami różnych obcych tradycji dyplomatycznych, odmienne pod względem politycznym oraz ustrojowym.
W zakresie zainteresowań autorki znalazło się rozumienie dyplomatyki, zarówno jako analiza formularza pism królewskich, jak i sama organizacja pracy nad sporządzaniem pism, kompetencje personelu, wreszcie – organizacja pracy królewskiej kancelarii.
Ilość zgromadzonego i zanalizowanego materiału źródłowego do poszczególnych okresów pracy królewskiej kancelarii była bardzo zróżnicowana. Irena Sułkowska-Kurasiowa wykorzystała ponad 100 dokumentów andegaweńskich, ponad 2000 z panowania Jadwigi i Jagiełły, 800 z czasu panowania Władysława Warneńczyka. Pierwszy okres omówiła możliwie dokładnie, natomiast dokumenty Jadwigi i Jagiełły oraz Warneńczyka – sumarycznie. Dla wszystkich okresów pracy kancelarii królewskiej została przeprowadzona analiza i liczne zestawienia różnych odmian poszczególnych elementów formularza dokumentowego.
W pracy Ireny Sułkowskiej Kurasiowej można znaleźć również rozważania dotyczące ksiąg powstających w kancelarii będących w związku z dokumentami oraz zarys prac towarzyszących powstawaniu dokumentu.
Wiele uwagi badaczka poświęciła miejscu kancelarii królewskiej w systemie zarządzania państwem, wyrażającym się rolą personelu kancelarii królewskiej w polityce zagranicznej, wewnętrznej państwa, sferze społeczno-gospodarczej. Oznaczało to pierwszoplanową rolę polityczną kanclerza oraz podkanclerzego, którzy realizowali w sposób ciągły polityczne cele państwa.
Prawdziwą skarbnicą wiedzy jest materiał zgromadzony dla omówienia życiorysów poszczególnych osób tworzących personel kancelarii królewskiej według kryteriów przyjętych we wcześniejszej pracy autorki.
Prace nad funkcjonowaniem kancelarii królewskich nie były jedynym polem działania Ireny Sułkowskiej-Kuraś. Do Pracowni Edytorstwa PAN przeszła w związku z przygotowywanym do druku wspólnie z mężem Stanisławem Kurasiem tomami (formalnie od czwartego do ósmego, praktycznie już nad trzecim) Zbioru dokumentów małopolskich, publikowanymi od końca lat 60. oraz w latach 70.
Wkrótce państwo Kurasiowie rozpoczęli wspólne prace – kwerenda 1977–1978 – nad fundamentalnym wydawnictwem Bullarium Poloniae. Tom pierwszy ukazał się w 1982 r., a drugi – w 1985. Realizowanie tego długofalowego projektu było możliwe od połowy lat 80. przede wszystkim dzięki kolejnym stypendiom z Fundacji Jana Pawła II – Polskiego Instytutu Kultury Chrześcijańskiej. Wiązało się to z corocznymi trzymiesięcznymi pobytami w Rzymie spędzanymi na niezwykle wyczerpującej i intensywnej pracy, czego efektem były systematycznie ukazujące się kolejne tomy Bullarium Poloniae – ogromnego zbioru regestów (streszczeń i wyciągów) w języku łacińskim ze wszystkich urzędowych dokumentów papieskich, zwanych bullami, dotyczących Polski od roku tysięcznego. Ukazało się 7 tomów Bullarium.
Prace nad kolejnymi częściami Zbioru dokumentów małopolskich, a potem nad Nowym kodeksem dyplomatycznym Mazowsza i Bullarium Poloniae nie oderwały Ireny Sułkowskiej-Kuraś od problematyki kancelarii królewskiej, z którą w znacznej części związani byli doradcy królewscy. W kolejnych latach prowadziła one gruntowne studia tym razem nad Metryką Litewską, ich wyniki zostały opublikowane w „Archeionie”. Następnie wraz z prof. Patrycją Kennedy-Grimsted z Harvardu uczestniczyła czynnie w badaniach Metryki Litewskiej oraz reedycji historycznego inwentarza Metryki Litewskiej sporządzonego przez Stanisława Ptaszyckiego w 1887 r. Inwentarz ten pokazuje rozproszenie zasobu Metryki głównie między Warszawę – AGAD i Moskwę – CGADA i podaje współczesne sygnatury archiwalne.
W końcu 1986 r. został oddany do druku Nowy kodeks dyplomatyczny Mazowsza, część II, dokumenty z lat 1248–1355, który ukazał się z datą 1989 r. nakładem Zakładu Narodowego im. Ossolińskich; następny III tom Nowego kodeksu obejmujący lata 1356–1381 ukazał się w 2000 r.
Kolejna ważna pozycja – międzynarodowa publikacja powstająca na przełomie lat 80. i 90. minionego wieku, a związana z organizacją kancelarii koronnej już po Unii Lubelskiej – Metryka Ruska (Wołyńska) Regesty dokumentów kancelarii koronnej dla ziem ukraińskich (województw wołyńskiego, bracławskiego, kijowskiego i czernihowskiego) 1569–1673 (Kijów 2002) ze wstępem Patrycji Kennedy-Grimsted – także powstała przy znacznym współudziale Ireny Sułkowskiej-Kuraś.
W latach 1958–1968 była przewodniczącą sekcji archiwalnej Towarzystwa Miłośników Historii, a od 1966 r. była członkiem Prezydium Zarządu Głównego Polskiego Towarzystwa Historycznego (skarbnikiem do 1969 r.), wraz z innymi archiwistami przystąpiła na przełomie lat 1961 i 1962 do organizowania Stowarzyszenia Archiwistów Polskich (zarejestrowanego ostatecznie w marcu 1965 r. w Warszawie). Była jednym z członków założycieli tego Stowarzyszenia i współautorką statutu.
Została pochowana wraz z mężem na warszawskich Powązkach 155a rząd 2 grób 5 i 6.